# 2Beat
2Beat é o sexto álbum de estúdio da banda portuguesa Santamaria.

Contém 15 faixas, incluindo duas remisturas. Foi lançado em 29 de Abril de 2005 pela editora Vidisco.
Deste trabalho, 3 temas ("Dalay Lama", "Raggajam" e "Templo do Sol") foram escolhidos para integrar a segunda compilação da banda Hit Singles, lançada em 2006 pela Vidisco.
Para o primeiro álbum ao vivo da banda 10 Anos - Ao Vivo, lançado em 2008 pela Espacial, foram escolhidos deste trabalho 2 temas: "Raggajam" e "Dalay Lama".
Este trabalho entrou, em Maio de 2005, directamente para o 6º lugar do Top Oficial da AFP, a tabela semanal dos 30 álbuns mais vendidos em Portugal, tendo sido esse o seu lugar mais alto alcançado apesar de ter permanecido por mais 17 semanas na tabela.

## Faixas
1. "Intro"
2. "Amor…em qualquer cor"
3. "Dalay Lama"
4. "Raggajam"
5. "Viajar no pensamento"
6. "Tu és o que eu mais quero"
7. "Sei que vai acontecer"
8. "És tudo o que eu quero ter"
9. "Amar contigo (O segredo da paixão)"
10. "Templo do Sol"
11. "O tempo que te dou"
12. "Num gesto de amor"
13. "I run to you… i'm love in you"
14. "Dalay Lama" (techmix)
15. "Dalay Lama" (dubmix)